# Norsko na Letních olympijských hrách 1952
Norsko na Letních olympijských hrách 1952 ve finských Helsinkách reprezentovalo 102 sportovců, z toho 96 mužů a 6 žen. Nejmladším účastníkem byl Leif Andersen (16 let, 146 dní), nejstarším pak Bjart Ording (54 let, 76 dní). Reprezentanti vybojovali 5 medailí, z toho 3 zlaté a 2 stříbrné.

## Medailisté
| Medaile | Jméno                                                             | Sport             | Disciplína            |
| ------- | ----------------------------------------------------------------- | ----------------- | --------------------- |
| Zlato   | Erling Kongshaug                                                  | Sportovní střelba | 50 m – muži           |
| Zlato   | John Larsen                                                       | Sportovní střelba | 100 m – muži          |
| Zlato   | Sigve Lie Thor Thorvaldsen Hakon Barfod                           | Jachting          | drake                 |
| Stříbro | Peder Eugen Lunde Børre Falkum-Hansen Vibeke Lunde                | Jachting          | 5,5 m – Klasse – muži |
| Stříbro | Finn Ferner Erik Heiberg Tor Arneberg Johan Ferner Carl Mortensen | Jachting          | 6 m – Klasse – muži   |